# ۱۴ روز (فیلم ۲۰۱۴)
«۱۴ روز» (انگلیسی: 14 Days (2014 film)) یک فیلم است که در سال ۲۰۱۴ منتشر شد.